# 애덤 클레이턴
애덤 찰스 클레이턴(영어: Adam Charles Clayton, 1960년 3월 13일 ~ )은 아일랜드의 음악가로, 록 밴드 U2의 베이시스트이다.